# Bank Fold
Bank Fold – osada w Anglii, w hrabstwie ceremonialnym Lancashire, w dystrykcie (unitary authority) Blackburn with Darwen. Leży 31 km na północny zachód od miasta Manchester i 290 km na północny zachód od Londynu.